# Powers Lake (Wisconsin)
Powers Lake es un lugar designado por el censo ubicado en el condado de Kenosha en el estado estadounidense de Wisconsin. En el Censo de 2010 tenía una población de 1.615 habitantes y una densidad poblacional de 202,85 personas por km².

## Geografía
Powers Lake se encuentra ubicado en las coordenadas 42°32′36″N 88°18′5″O / 42.54333, -88.30139. Según la Oficina del Censo de los Estados Unidos, Powers Lake tiene una superficie total de 7.96 km², de la cual 5.74 km² corresponden a tierra firme y (27.88%) 2.22 km² es agua.

## Demografía
Según el censo de 2010, había 1.615 personas residiendo en Powers Lake. La densidad de población era de 202,85 hab./km². De los 1.615 habitantes, Powers Lake estaba compuesto por el 96.84% blancos, el 0.31% eran afroamericanos, el 0.06% eran amerindios, el 0.31% eran asiáticos, el 0% eran isleños del Pacífico, el 1.92% eran de otras razas y el 0.56% pertenecían a dos o más razas. Del total de la población el 4.09% eran hispanos o latinos de cualquier raza.